# Herbert Graf (Staatswissenschaftler)
Herbert Graf (* 21. April 1930 in Egeln; † 8. September 2019) war Mitarbeiter Walter Ulbrichts im Staatsrat der DDR, Staatswissenschaftler an der Akademie für Staats- und Rechtswissenschaft der DDR und Autor.

## Leben
Herbert Graf wurde 1930 in der Magdeburger Börde geboren. Sein Vater war Dachdecker; seine Mutter war in der Landwirtschaft tätig. Mit 15 Jahren begann er eine Fleischerlehre, die er 1948 als Geselle abschloss. Im selben Jahr wurde er Mitglied der SED. Er legte das Abitur an der Arbeiter- und Bauernfakultät in Halle (Saale) ab und studierte danach Ökonomie an der Hochschule für Ökonomie in Berlin-Karlshorst. Anschließend wurde er Mitarbeiter Walter Ulbrichts im Büro des Staatsrates der DDR, was er bis zu dessen Entmachtung 1971 blieb. Parallel studierte er Jura im Fernstudium und promovierte an der Martin-Luther-Universität Halle. In der Zeit im Staatsrat war er maßgeblich an den Reformen in den 1960er Jahren und der Ausarbeitung des Neuen Ökonomischen Systems der Planung und Leitung beteiligt.
Ab 1971 hatte er den Lehrstuhl Staatsrecht junger Nationalstaaten an der 1990 abgewickelten Deutschen Akademie für Staat und Recht (ab 1973: Akademie für Staats- und Rechtswissenschaft der DDR) inne. In den 1970er und 1980er Jahren war Graf in verschiedenen Ländern Afrikas, Asiens und Lateinamerikas als Berater und Lehrer tätig.
So reiste Graf 1975 an der Spitze einer Expertenkommission durch alle elf Provinzen Mosambiks und machte Vorschläge zur politischen und ökonomischen Neugestaltung des Landes. Er war dabei, als Machel am 25. Juni 1975 um null Uhr im Machava-Stadion in Lourenço Marques die Unabhängigkeit Mosambiks proklamierte.
Graf leitete in Addis Abeba 1977/78 eine Koordinierungsgruppe im Mitarbeiterstab von Werner Lamberz zu konspirativen Friedensgesprächen zwischen Äthiopien und Eritrea. Die Gespräche waren vom DDR-Auslandsgeheimdienst Hauptverwaltung Aufklärung (HVA) initiiert worden, verliefen aber ergebnislos. Die Unterlagen wurden 1989/90 von der HVA geschreddert. Seine Erinnerungen an die Gespräche schilderte Graf in dem Buch Eritrea. Oase am Roten Meer. Ein junger Staat auf neuen Wegen. Friedensbeginn und Sanktionsende.

## Schriften (Auswahl)
- Eritrea : Oase am Roten Meer : ein junger Staat auf neuen Wegen – Friedensbeginn und Sanktionsende, Verlag am Park, 2019, ISBN 978-3-947094-38-7.
- Mein Leben – mein Chef Ulbricht – meine Sicht der Dinge. Erinnerungen, Das Neue Berlin, 2008, ISBN 978-3-360-01097-1.
- Der Sohn des Dissidenten : Erinnerungen und Reflexionen 1930 - 1948 ; Kindheit und Jugend in Egeln, 2005, ISBN 978-3-00-015846-9.
- Staatsrecht junger Nationalstaaten. Grundriss, Staatsverlag der DDR, 1988, ISBN 3-329-00179-8.
- mit Detlef Joseph: Volksrepublik Moçambique. Werden und Wachsen eines jungen Staates, Staatsverlag der DDR, 1984, DNB 840734859.
- mit Günther Seiler: Wahl und Wahlrecht im Klassenkampf, Staatsverlag der DDR, 1971, DNB 770143814.